# Circuitul Fiorano

Circuitul Fiorano

Circuitul Fiorano este un circuit de teste folosit exclusiv de către echipa de Formula 1 Scuderia Ferrari, proprietara circuitului.
A fost construit în 1972.